# Zuára
Zuára, Zwarah nebo také Zwara (arabsky زوارة‎) je město na severozápadě Libye. Leží přibližně 109 kilometrů na západ od Tripolisu a 60 kilometrů na východ od hranice s Tuniskem.
Hlavním náboženstvím obyvatelstva je islám větve Ibádíja.